# Abbaye cistercienne de Haut-Crêt
L'abbaye cistercienne Sainte-Marie de Haut-Crêt, parfois orthographié Haut Crêt ou Hautcrêt, est une abbaye cistercienne suisse disparue et redécouverte en 2006 près du village des Tavernes sur le territoire de la commune vaudoise d'Oron.

## Histoire
L'abbaye est fondée en 1134 par l'évêque de Lausanne Guy de Maligny dit aussi de Marlagny ; elle va prendre successivement les noms de Sancta Maria Altecrescentis en 1137, Altocrest (1157), Alcrest (1166), Abbatia de Altacrista (1218), puis Aucrest (1245). Cet établissement religieux, qui s'étendait sur le territoire des communes actuelles des Tavernes et des Thioleyres, est concédé à l'abbaye de Cherlieu.
Le patrimoine de l'abbaye s'étend au fil du temps grâce à de nombreuses donations. Il se compose au XIIe siècle d'une exploitation rurale soit grange à Sâles, d'un tiers du territoire de Châtillens et d'une partie du bois d'Oron donnés tous deux par l'Abbaye de Saint-Maurice, d'une portion de la terre du Dézaley donnée par Guy de Maligny « pour y faire des vignes », de la vallée de la Tinière au-dessus de Villeneuve, de la grange de Bouloz, de celle de Peney-le-Jorat, celle d'Essy entre Avenches et Montagny, ou encore d'une terre à Grandchamp près Villeneuve, reçue de Thomas Ier de Savoie en 1195.
Des vignes en bas du territoire de Chardonne, qui avaient été données par Amédée de Blonay et son fils Vaucher en faisait également partie. Parmi les autres donateurs se trouvent Garnier de Palézieux, son oncle Baldrade, Bonfils de Chexbres et la famille noble de Vuibroye. Les dons provenaient des nobles, mais également des simples cultivateurs. À cause sans doute des contestations des descendants des premiers donateurs, bien plus qu'en raison d'une mauvaise gestion de la part des abbés, le couvent est pratiquement ruiné dès 1218. En 1272, l'abbé de Hautcrêt est même autorisé à disperser les membres de sa congrégation, mais la vie continue cependant au couvent et celui-ci parvient à se redresser financièrement au début du XVe siècle.
Les premières constructions devaient être achevées en 1143. En 1166, l'évêque fait don à Haut-Crêt de l'église de Compengie, soit Villeneuve, « pour construire une église et d'autres travaux ». Le monastère brûle dans la première moitié du XIVe siècle et sa reconstruction n'est pas achevée en 1365. L'hôtellerie construite devant l'abbaye est gérée depuis 1342 par un couple d'aubergistes. Après la conquête du Pays de Vaud par les bernois en 1536 et l'imposition de la Réforme protestante les nouveaux maîtres du territoire s'approprient les biens de l'abbaye, convertissant en hôpital des bâtiments du couvent. Ceux-ci sont cependant désaffectés en 1556 et tombent dès lors en ruines et disparaissent.

## Architecture et description
Au XXe siècle, l'abbaye de Haut-Crêt n'existe plus que dans la mémoire populaire locale et au travers d'un vieux moulin homonyme. Les ruines des bâtiments sont cependant mises au jour en 2006 lors de fouilles de canalisations d'assainissement et ont permis de situer précisément une église d'environ 50 mètres de longueur, un cloître et un cimetière adjacent, ; l'ensemble est inscrit comme bien culturel suisse d'importance nationale.

### Ouvrages
- Alexandre Pahud, Bernadette Perreaud et Jean-Luc Rouiller, Le cartulaire de l'abbaye cistercienne de Hautcrêt (fin XIIe siècle), 2001.
- Isabelle Bissegger-Garin, Hautcrêt, Berne, coll. « Helvetia sacra III/3/1 », 1982, p. 142-175.
- Charles Pasche, La contrée d'Oron, Cabédita, 1988 (réédition de la version de 1895)
- Jean-Paul Verdan, Chardonne en effeuillant l'histoire, Cabédita, 1997 (ISBN 2-88295-195-7), pp.37-40
- Marcel Viredaz, L'abbaye de Haut-Crêt retrouvée... par la photo aérienne, 1987